# Lucien Laurent
Lucien Laurent (Saint-Maur-des-Fossés, 10 dicembre 1907 – Besançon, 11 aprile 2005) è stato un calciatore francese di ruolo centrocampista.
È stato il primo giocatore in assoluto a realizzare un gol nei Mondiali.

## Biografia
Era un operaio della Peugeot. Nel 1930 ottiene un permesso di due mesi dalla Peugeot per disputare il Mondiale in Uruguay.

## Carriera

### Club
Tra il 1921 e il 1930 Laurent giocò per la squadra semiprofessionistica del Cercle Athlétique de Paris, prima di passare al Sochaux, allora squadra della Peugeot, azienda per la quale lavorava. Nel 1932 si trasferì al Club Français per poi tornare l'anno seguente al CA Paris. Successivamente giocò sempre per una stagione nel Mulhouse, nuovamente nel Sochaux e nel Rennes e dal 1937 al 1939 nello Strasburgo.
Durante la seconda guerra mondiale Laurent fu chiamato dall'esercito francese, fu fatto prigioniero dai tedeschi e fu portato in Sassonia. Trascorse 3 anni e mezzo come prigioniero fino al 1943, quando fu rilasciato e gli fu dato l'incarico di giocatore-allenatore al Besançon, dove chiuse la carriera agonistica nel 1946.

### Nazionale
Laurent esordì nella Nazionale francese il 23 febbraio 1930 in amichevole a Oporto contro il Portogallo.
Con la Nazionale partecipò ai Mondiali del 1930 in Uruguay e del 1934 in Italia.
In Uruguay Laurent segnò la prima rete di sempre in un Mondiale con un tiro al volo al 19º minuto della partita contro il Messico il 13 luglio 1930. La Francia vinse quella partita per 4-1, ma fu eliminata dal torneo dopo aver perso le altre due partite del girone contro Argentina e Cile. Nella prima Laurent fu titolare ma fu costretto ad uscire nei primi minuti di gioco per un infortunio subito in uno scontro con Luis Monti, che lo costrinse a saltare anche la gara successiva. Nel 1934, invece, non disputò alcuna partita per infortunio.
In totale Laurent giocò 10 partite con la Francia segnando 2 gol.

### Dopo il ritiro
Dopo il ritiro aprì una birreria a Besançon, dove lavorò fino al 1972, anno in cui andò in pensione.